# Glenn Hardin
Glenn Foster "Slats" Hardin (1. července 1910 Derma, Mississippi – 6. března 1975 Baton Rouge, Louisiana) byl americký atlet, sprinter, olympijský vítěz z roku 1936.

## Život
Specializoval se na trať 400 metrů překážek. V roce 1932 na olympiádě v Los Angeles skončil v této disciplíně ve finále druhý a vyrovnal tehdejší světový rekord 52,0 (vítěz Bob Tisdall z Irska shodil jednu překážku, což podle tehdejších pravidel znemožnilo uznání jeho výkonu jako světového rekordu).
Hardin zlepšil světový rekord v běhu na 400 metrů překážek roce 1934 nejdříve na 51,8 (když zvítězil v mistrovství USA) a později tento čas vylepšil na 50,6. Tento čas vydržel jako světový rekord dalších 19 let. Na olympiádě v Berlíně v roce 1936 zvítězil ve finále běhu na 400 metrů překážek a krátce poté ukončil aktivní kariéru.